# Naho Miyoshi
Naho Miyoshi (21 de diciembre de 1993, Ichikawa) es una jugadora de baloncesto japonesa.